# Arauca (tỉnh)
Arauca là một tỉnh của Colombia nằm ở phí bắc của Orinoco, Colombia giáp ranh với bang Apure của Venezuela. Ranh giới phía nam của nó là sông Casanare và sông Meta, cũng là ranh giới với các tỉnh Casanare và Vichada. Ranh giới phía tây với tỉnh Boyacá. Mỏ dầu Caño Limón thuộc tỉnh này chiếm 30% sản lượng dầu của Colombia. Thủ phủ của tỉnh này là Arauca.

## Các đô thị

Bản đồ các đô thị trong tỉnh Arauca

Tỉnh Arauca có 7 đô thị.
1. Arauca
2. Arauquita
3. Cravo Norte
4. Fortul
5. Puerto Rondón
6. Saravena
7. Tame